# Červený Důl

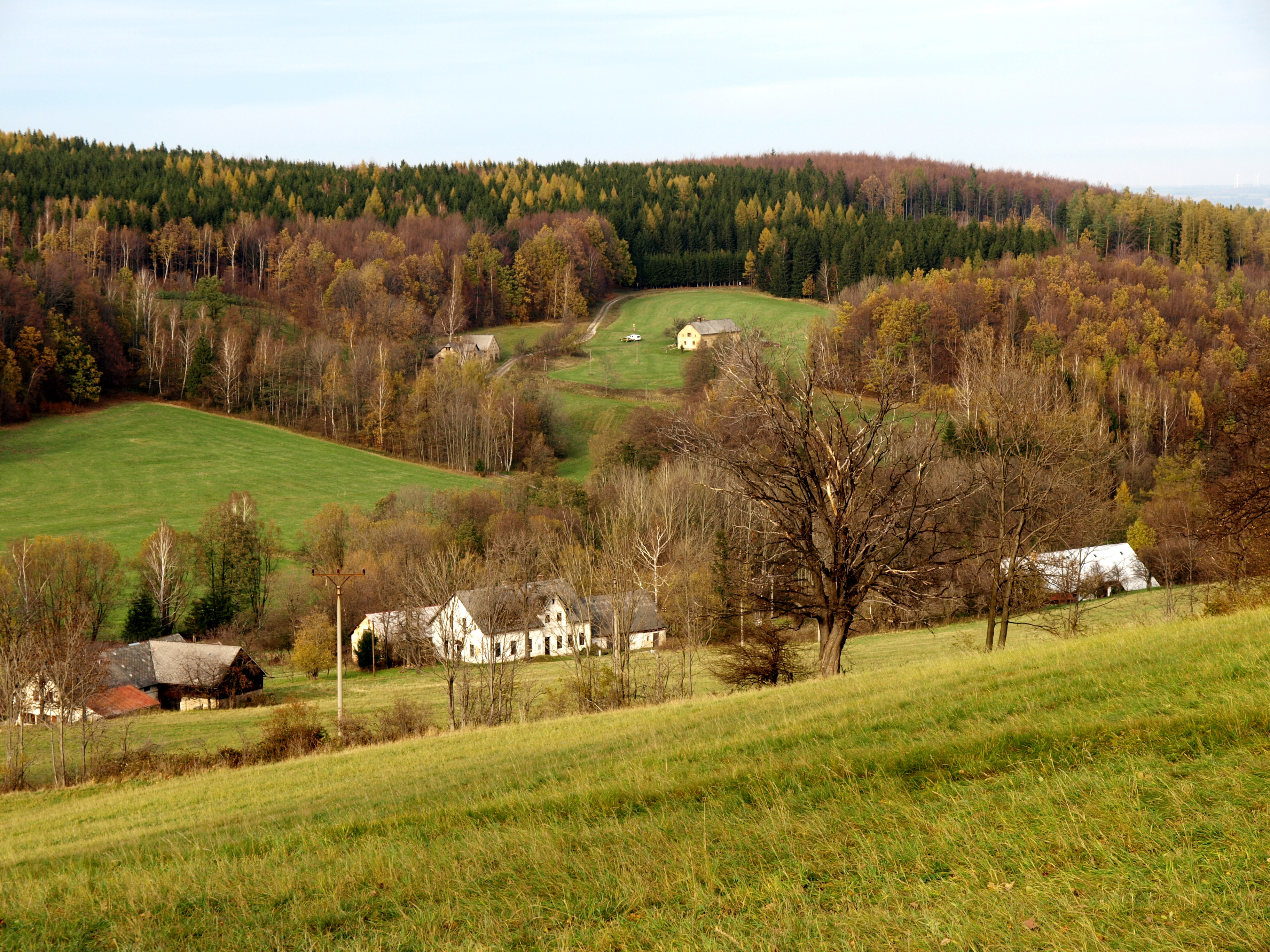
Ortsansicht

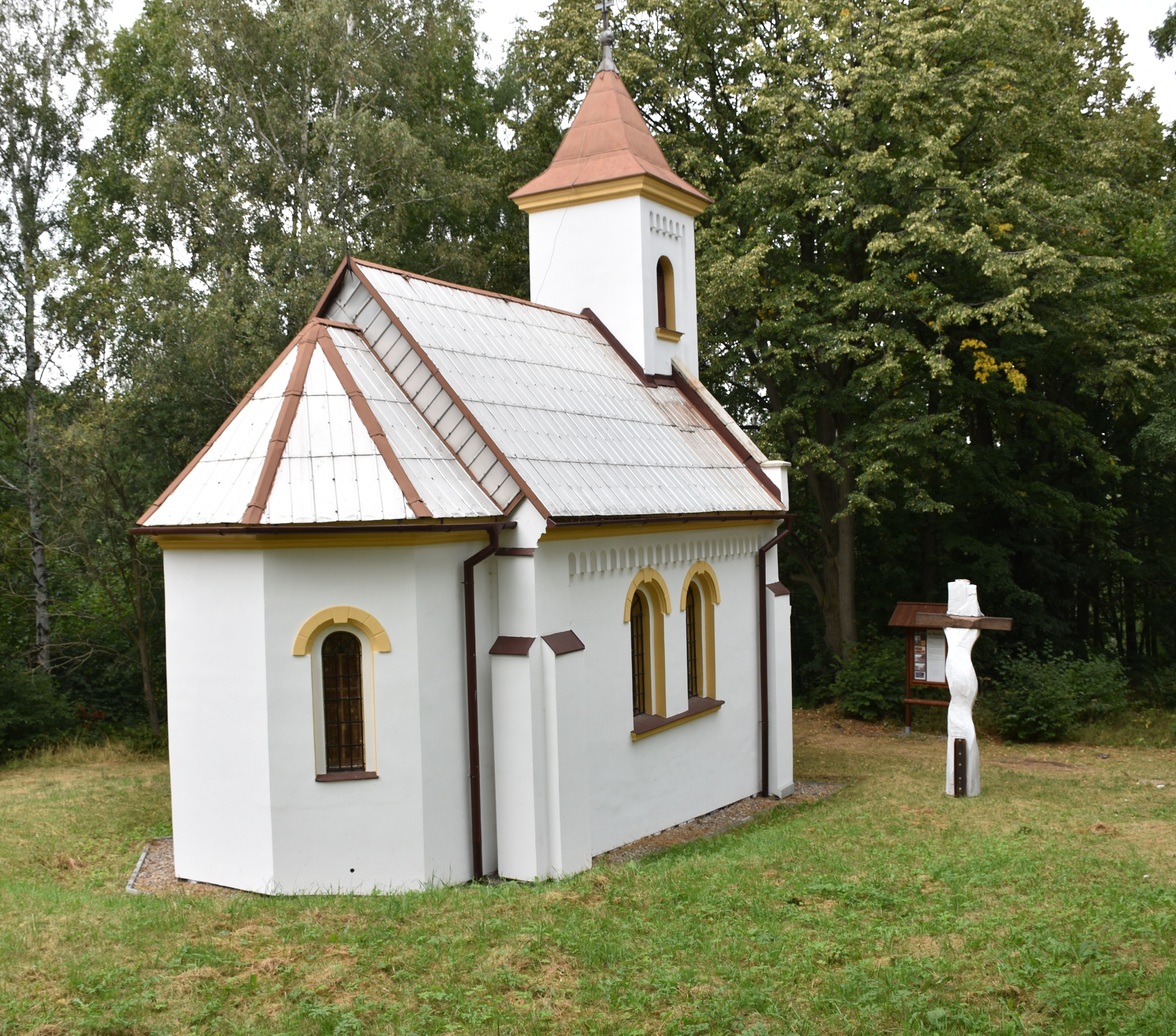
Kapelle des hl. Rochus

Červený Důl (deutsch Rothengrund) ist ein Ortsteil der Gemeinde Uhelná in Tschechien. Er liegt viereinhalb Kilometer südlich von Javorník und gehört zum Okres Jeseník.

## Geographie
Červený Důl erstreckt sich am Oberlauf des Baches Červený potok (Rothwasser) im Reichensteiner Gebirge (Rychlebské hory). Nördlich erhebt sich der Štít (Helmberg, 642 m n.m.), im Nordosten der Buxhübel (545 m n.m.), östlich die Hřibová (Pilzberg, 600 m n.m.), im Südosten der Suť (Steingerütte, 717 m n.m.), südlich der Totenhübel (591 m n.m.) und der Silniční vrch (640 m n.m.), im Südwesten der Hřeben (Glasekamm, 695 m n.m.) und der Koníček (Rösselberg, 850 m n.m.), westlich der Dubový vrch (Eichkoppe, 599 m n.m.) und der Prostřední vrch (Mittelberg, 726 m n.m.) sowie im Nordwesten die Měřice (Schöffelberg, 672 m n.m.). Gegen Norden liegt das vom Račí potok (Krebsbach) durchflossene Račí údolí (Krebsgrund) mit den Resten der Burgen Rychleby (Reichenstein) und dem Pustý zámek (Ödschloss).
Nachbarorte sind Podměstí (Stadtgrund), Račí Údolí (Krebsgrund) und Horní Fořt (Ober Forst) im Norden, Mlatci Záhradníci (Dreschgärtner) und Uhelná im Nordosten, die Wüstungen Zastávka und Hřibová im Osten, Vojtovice und Nová Véska im Südosten, Nové Vilémovice (Neu Wilmsdorf) im Süden, Černý kout (Schwarzberghäuser) und Karpno im Südwesten, Lądek-Zdrój und Zálesí im Westen sowie Travná im Nordwesten.

## Geschichte
Rothengrund wurde zu Beginn des 17. Jahrhunderts durch Siedler aus Neu Wilmsdorf gegründet. Nach der Gurschdorfer Pfarrchronik entstand die erste Chaluppe im Jahre 1600 am Weg von Neu Wilmsdorf nach dem Krebsgrund. Als in den Jahren 1632–1633 in der Gegend die Pest ausbrach, wurden die Opfer neben dem Weg nach Rothengrund am Totenhübel begraben. Auf dem Pestfriedhof wurden wenig später auch die Gefallenen eines Gefechts zwischen kaiserlichen und schwedischen Truppen beigesetzt.
1773 verkaufte das fürstbischöfliche Johannisberger Amt einen Teil des herrschaftlichen Weidelandes bei Rothengrund zur Gründung einer neuen Kolonie, die nach 1785 weiter anwuchs. Im Jahre 1806 lebten in den 14 Häusern des Dorfes 86 Personen; fünf Jahre später war Rothengrund auf 17 Häuser angewachsen und hatte 98 Einwohner. Nach einer Choleraepidemie fassten die Bewohner 1832 den Beschluss zum Bau einer dem hl. Rochus geweihten Kapelle und errichteten dazu einen Spendenfonds.
Im Jahre 1836 bestand das in einem von Wäldern umgebenen tiefen Tal gelegene Dorf Rothengrund aus 18 Häusern, in denen 127 deutschsprachige Personen lebten. Haupterwerbsquellen waren der Ackerbau, die Spinnerei und der Tagelohn. Pfarr- und Schulort war Neuwilmsdorf. Bis zur Mitte des 19. Jahrhunderts blieb Rothengrund dem Bistum Breslau untertänig. 
Nach der Aufhebung der Patrimonialherrschaften bildete Rothengrund ab 1849 einen Ortsteil der Gemeinde Neu Wilmsdorf / Vilémovice im Gerichtsbezirk Jauernig. Ab 1869 gehörte das Dorf zum Bezirk Freiwaldau. Zu dieser Zeit hatte das Dorf 108 Einwohner und bestand aus 19 Häusern. 1881 erfolgte der Bau der Kapelle. Zu dieser Zeit entwickelte sich Rothengrund zu einer Sommerfrische, im Ort gab es ein Ausflugslokal. Der tschechische Ortsname Červený Grunt wurde zum Ende des 19. Jahrhunderts eingeführt und 1924 in Červený Důl geändert. Im Jahre 1900 lebten in Rothengrund 86 Personen, 1910 waren es eben soviele. Beim Zensus von 1921 lebten in den 21 Häusern des Dorfes 79 Menschen, darunter 78 Deutsche. 1930 bestand Rothengrund aus 19 Häusern und hatte 75 Einwohner. Nach dem Münchner Abkommen wurde das Dorf 1938 dem Deutschen Reich zugesprochen und gehörte bis 1945 zum Landkreis Freiwaldau. Nach dem Ende des Zweiten Weltkrieges kam Červený Důl zur Tschechoslowakei zurück; die meisten der deutschsprachigen Bewohner wurden 1945/46 vertrieben. Die Neubesiedlung gelang wegen der abgelegenen Lage nur teilweise. Die meisten der Neusiedler verließen Červený Důl bald wieder. 1949 erfolgte die Aufhebung der Gemeinde Nové Vilémovice und die Eingemeindung nach Uhelná. 1950 hatte das Dorf nur noch 4 Einwohner. Bei der Gebietsreform von 1960 wurde der Okres Jeseník aufgehoben und Červený Důl in den Okres Šumperk eingegliedert. Zwischen 1985 und 1990 war das Dorf nach Javorník eingemeindet. Seit 1996 gehört Červený Důl wieder zum Okres Jeseník. Beim Zensus von 2001 lebten in den 2 Wohnhäusern des Dorfes 2 Personen. Die meisten der 13 Häuser sind nicht dauerhaft bewohnt.

## Ortsgliederung
Der Ortsteil Červený Důl ist Teil des Katastralbezirkes Nové Vilémovice.

## Sehenswürdigkeiten
- Kapelle des hl. Rochus, erbaut 1881. Sie wurde 1905 durch den Breslauer Fürstbischof Georg von Kopp feierlich geweiht. Nach einer Generalsanierung erfolgte am 25. Mai 1997 die Weihe durch Bischof František Lobkowicz.
- Krebsgrund mit Resten der Burgen Rychleby und Pustý zámek